# Provincia di Carlos Fermín Fitzcarrald
La provincia di Carlos Fermín Fitzcarrald è una provincia del Perù, situata nella regione di Ancash.

## Geografia antropica

### Suddivisioni amministrative
È divisa in 3 distretti:
- San Luis
- San Nicolás
- Yauya